# Philodoria wilkesiella
Philodoria wilkesiella là một loài loài bướm thuộc họ Gracillariidae. Đây là loài đặc hữu của Maui.
Cá thể trưởng thành có hoa văn bên ngoài khác hẳn lúc nhỏ.
Ấu trùng ăn các loài Argyroxiphium grayana. Có khả năng chúng ăn lá cây nơi chúng sống.